# نائومی فیشر راسموسن
نائومی فیشر راسموسن (زاده ۴ ژانویه ۱۹۸۴) بوکسور استرالیایی اهل استرالیای غربی است. او عناوین مختلف ملی استرالیا را در وزن‌های مختلف کسب کرده‌است و تنها زن استرالیایی است که به نمایندگی این کشور در المپیک تابستانی ۲۰۱۲ در رشته بوکس شرکت کرد. او در سال ۲۰۱۱ در وزن خود رتبه نخست جهان را کسب کرد و در مسابقات جهانی ۲۰۱۲ نیز به رتبه نهم دست یافت.

## زندگی شخصی
فیشر-راسموسن در پرث، استرالیای غربی، به دنیا آمد و ماندورا در استرالیای غربی را خانه خود می‌خواند.
او که به عنوان مربی شخصی کار می‌کرد، در سال ۲۰۱۱ شغل خود را ترک کرد تا بتواند به‌طور تمام وقت بوکس کار کند و در یکی از مصاحبه‌های خود گفت: «وقتی این ورزش در برنامه المپیک اعلام شد، تصمیم گرفتم واقعاً روی آن تمرکز کنم.» با توجه به اینکه دیگر بوکسور زن استرالیایی از بازی‌های المپیک تابستانی ۲۰۱۲ به دلیل مصرف مواد ممنوعه محروم شد، فیشر-راسموسن زمان زیادی را صرف فکر کردن در مورد آنچه می‌خورد کرد تا از سرنوشت مشابه جلوگیری کند و سرانجام توانست به المپیک ۲۰۱۲ راه پیدا کند.